# Pilzno

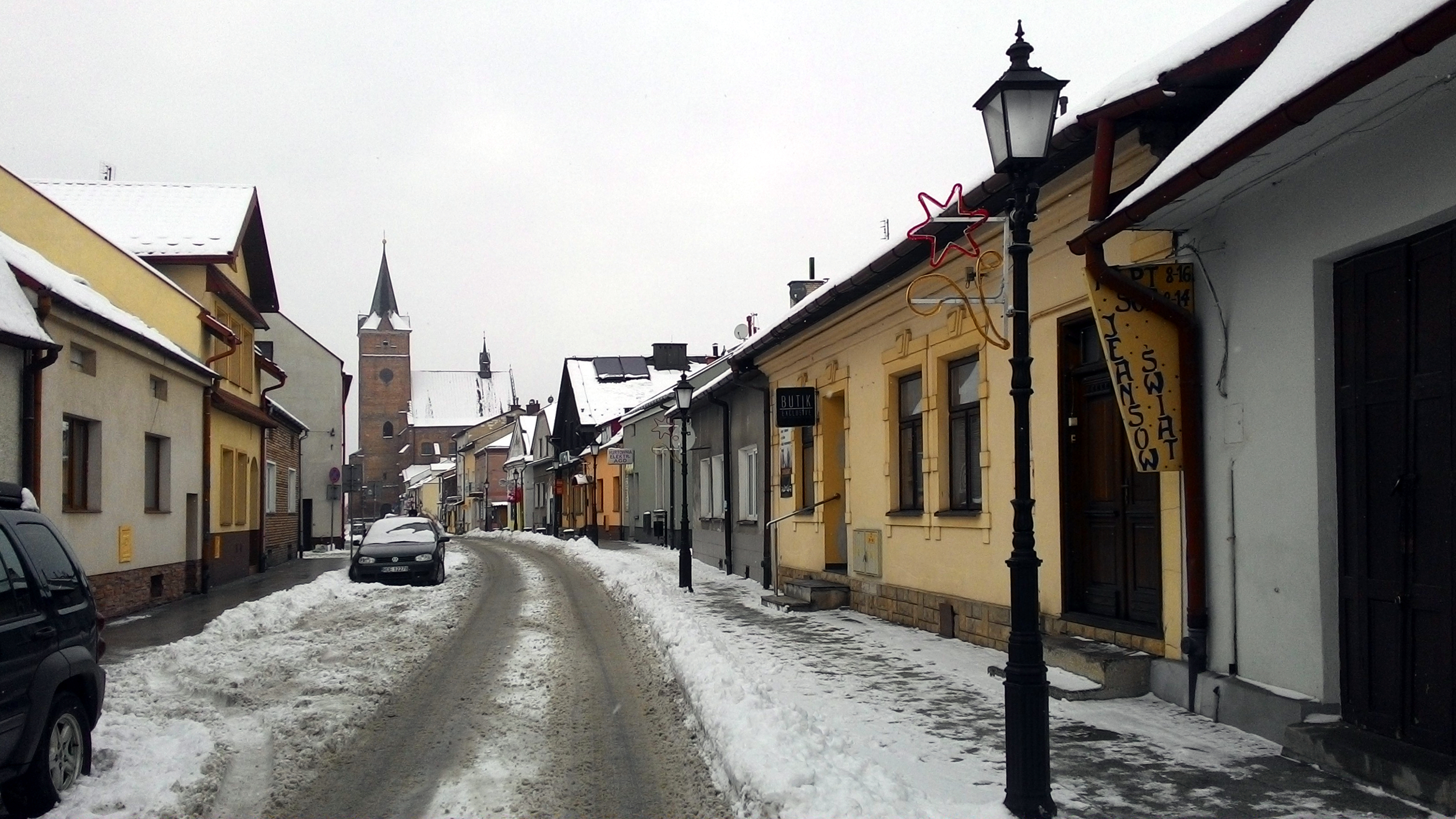
Historická zástavba Uherské ulice (Węgierska)

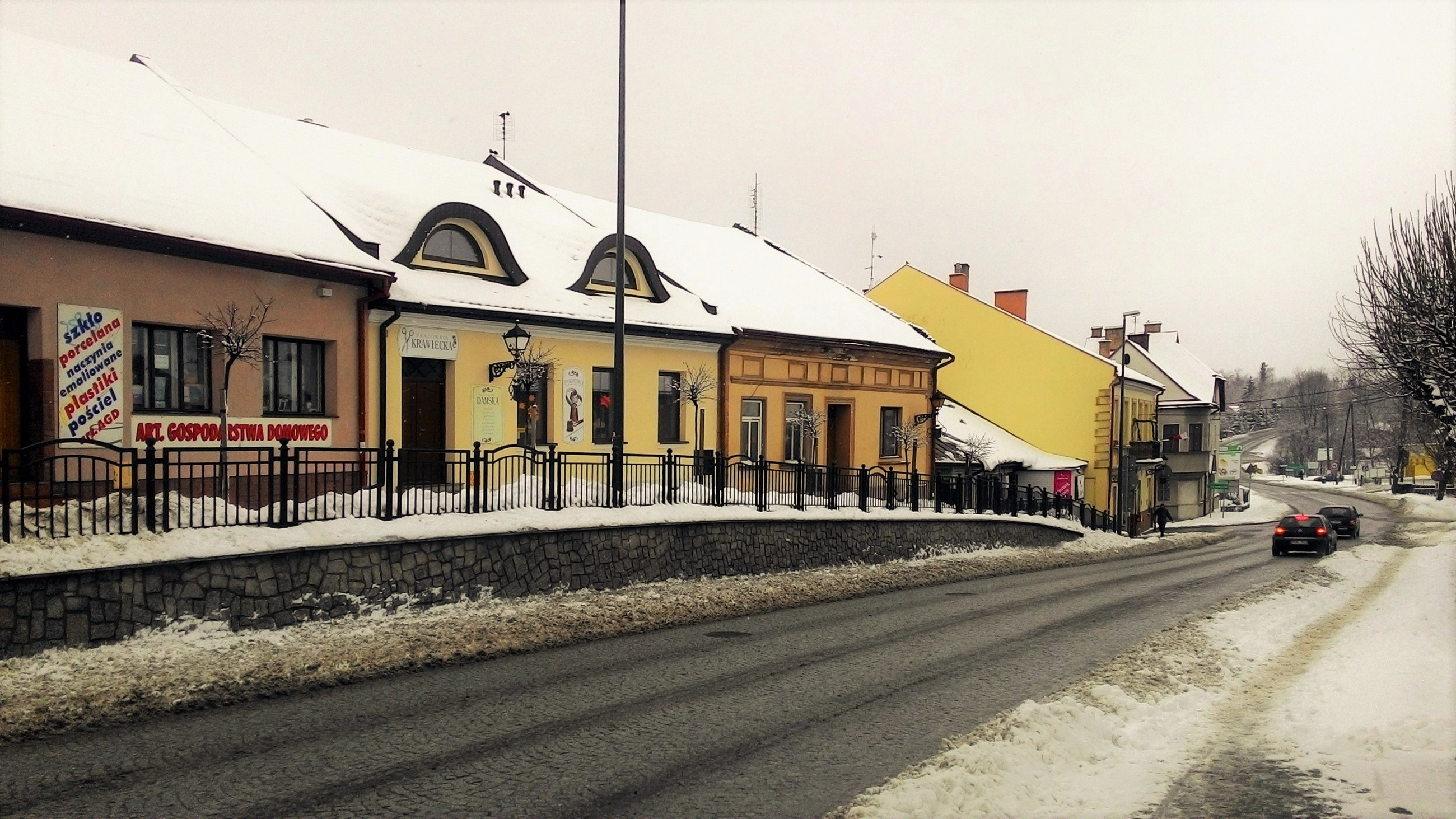
Historická zástavba ulice Legionów

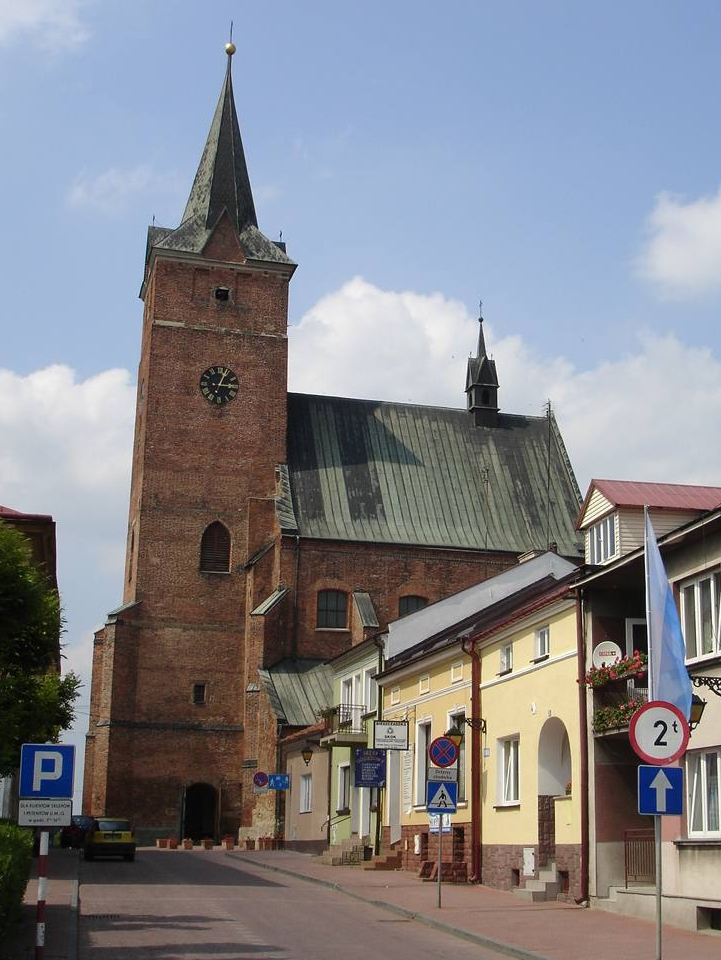
Kostel sv. Jana Křtitele

Pilzno je polské město v okrese Dębica v Podkarpatském vojvodství. Je sídlem městsko-vesnické gminy.
Za časů I. Rzeczypospolity bylo královským městem Koruny polského království. Od poloviny 15. století do roku 1772 byl sídlem okresu v Sandoměřském vojvodství. V roce 1764 zde krátce sídlil i městský soud (polsky Sąd grodzki). Před rokem 1945 Pilzno náleželo do krakovského vojvodství, po skončení druhé světové války přešlo do správy nově utvořeného řešovského vojvodství. V období let 1975–1998 město administrativně spadalo do vojvodství tarnowského.

## Historie
Pilzno má bohatou historii, vzhledem k tomu že leží na křižovatce středověkých obchodních cest z Krakova do Červené Rusi a ze Sandoměře a Krakova do Uher. V počátcích polské státnosti patřila oblast Pilzna pravděpodobně Vislanům. Název města se poprvé objevuje v roce 1105, v dokumentu vydaném papežským legátem Gillesem, který potvrzuje, že benediktinští mniši z obce Tyniec vlastní řadu vesnic a osad podél řeky Wisłoka, včetně osady Pilzno. V roce 1328 byl benediktinský opat Michał z Tyniec jmenován prvním šoltysem Pilzna. V roce 1354 se ves stala královským majetkem a 3. října 1354 jí král Kazimír III. udělil městská práva podle práva Magbeburského. Po získání městských práv začalo Pilzno rychle růst: podle západního vzoru přineseného kolonisty bylo založeno náměstí, nedaleko něj byla obecní pastvina „Błonie”, kde obecní pastýř hlídal dobytek z celého města. Vznikly zde řemeslnické dílny a začal vzkvétat obchod. Brzy se město stalo hlavním centrem regionu.
Vojáci transylvánského knížete Jiřího Rákócziho, společně s kozáckými vojsky, zaútočili na město 18. března 1657. Pilzno vydrancovali a vypálili. Stejně jako téměř v celém Malopolsku měly tyto události na město katastrofální dopad. Kromě toho zdecimovaly obyvatelstvo města i epidemie v letech 1641, 1652, 1665 a 1675. V roce 1772, kdy bylo Pilzno v rámci prvního dělení Polska připojeno k habsburské monarchii, bylo v Pilzně 82 domů. Budova historické radnice byla v tak špatném stavu, že musela být v roce 1774 zbořena. Pilzno zůstalo součástí Haliče až do konce podzimu roku 1918.
V roce 1846 i v oblasti Pilzna probíhalo tzv. „Haličské povstání“, v Pilzně bylo zabito deset osob, včetně starosty. V roce 1869 byl znovuobnoven okres Pilzno. Ke konci 19. století bylo náměstí a městské tržiště vydlážděno, byl postaven komplex vysoké školy. V roce 1914 zde žilo 2400 obyvatel. Židovská komunita tvořila třetinu jejich počtu, ale vlastnila většinu místních obchodů.
Během první světové války město od září 1914 do května 1915 okupovala ruská carská armáda. Rusové byli vyhnáni 6. května 1915. Prvního listopadu 1918 se Pilzno stalo nezávislým, poté, co místní úředníci zničili rakouské státní symboly. V roce 1931 bylo sídlo okresní správy i přes protesty místních obyvatel přesunuto do města Ropczyce (a o čtyři roky později do města Dębica). S tím, jak se Dębica po roce 1936 stala jedním z hlavních center „Centrálního průmyslového okresu“ (polsky Centralny Okręg Przemysłowy), význam Pilzna byl ještě více oslaben, což se projevuje dodnes.

## Doprava
Pilzno leží na křižovatce Evropské silnice E40 a silnice 73 (Droga Krajowa 73) do Jasła.
Ve druhé polovině 19. století, budovala společnost k. k. priv. Galizische Carl Ludwig-Bahn v Haliči železniční trať, která měla vést asi 15–20 kilometrů severně od města. V důsledku nepřipojení na železniční síť začalo Pilzno upadat. Ačkoliv se v roce 1939 polská vláda rozhodla vybudovat železniční trať mezi městy Dębica a Jasło přes Pilzno, tento projekt nebyl nikdy dokončen. Město tak nemá ani železniční stanici.

## Památky

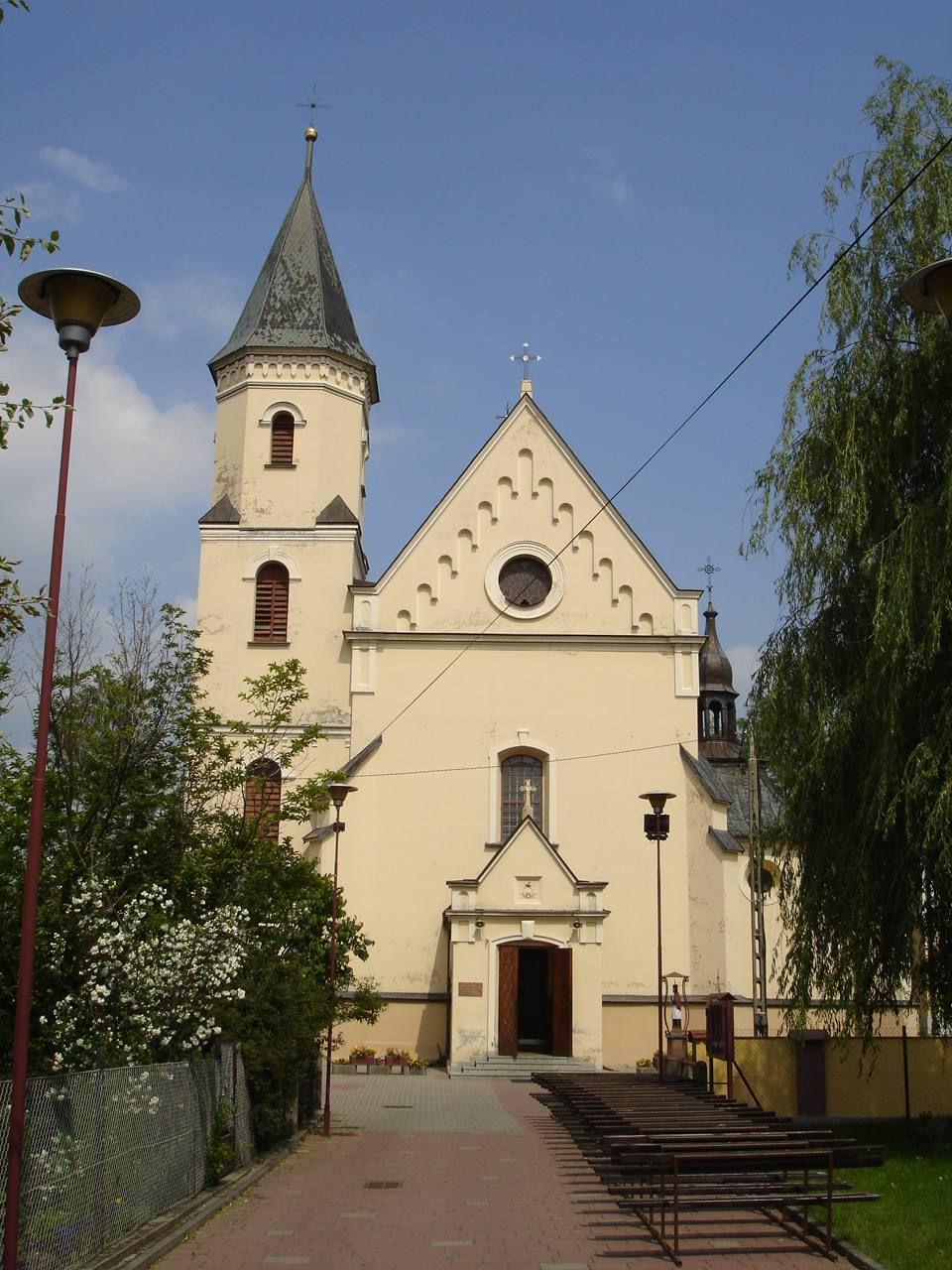
Karmelitánský, původně augustiniánský kostel z roku 1403

Nejdůležitější stavbou ve městě je kostel sv. Jana Křtitele, postavený kolem roku 1256. Stojí poblíž středověkého náměstí. Současná podoba kostela je výsledkem rekonstrukcí, z nichž nejdůležitější proběhly v roce 1370. Důvodem k další rekonstrukci kostela byla invaze maďarských vojsk v roce 1474, při níž byl kostel i město vypáleno.
Jeho vzhled byl změněn i po požárech, které postihly město v letech 1536, 1700 a 1877. Další cennou památkou je kostel Nanebevzetí panny Marie při klášteře karmelitánů z počátku patnáctého století. V Pilzně je patrný i středověký půdorys a dochovaly se i pozůstatky středověkého a pozdějšího opevnění, včetně zbrojnice, bašty a stanoviště děl. Zachovány jsou i domy na náměstí a budova Sokola z roku 1906. Ve městě jsou válečné hřbitovy pro oběti obou světových válek (válečný hřbitov č. 236 a 237).

## Gmina Pilzno
K městsko-vesnické gmině (polsky gmina miejsko-wiejska) patří kromě města Pilzno ještě následujících 17 obcí se starostenstvími (sołectwo):
Bielowy
Dobrków
Gębiczyna
Gołęczyna
Jaworze Górne
Jaworze Dolne
Lipiny
Łęki Dolne
Łęki Górne
Machowa
Mokrzec
Parkosz
Podlesie
Połomia
Słotowa
Strzegocice
Zwiernik

## Významné osobnosti
- příslušníci rodiny Dershowitz
- Karol Irzykowski (1873–1944) – spisovatel, lietrární a filmový teoretik, šachista, narozen v obci Błażkowa
- Sebastian Petrycy (1554–1626) – filosof a lékař
- Joseph Singer (1915–2006) – rabín působící ve Spojených státech
- Jan Ciężki Tarnowski (asi 1479–1527), starosta města
- Jan Tarło († 1550) – starosta
- Jan Tarło (1527–1587) – starosta
- Janusz Wolański (* 1979) – fotbalista

## Partnerská města
- – Gyomaendrőd, Maďarsko
- – Karczew, Polsko[7]
- – Rudki, Ukrajina[8]